# 치비토

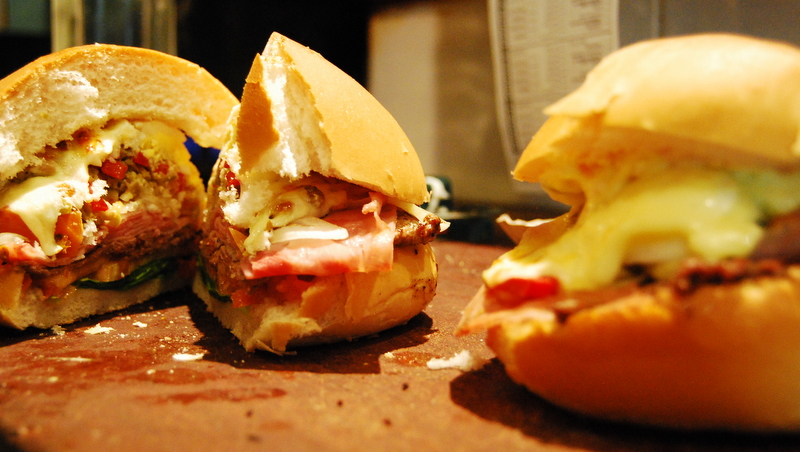
치비토

치비토(스페인어: chivito)는 우루과이의 국민 음식이다. 얇게 썬 쇠고기 스테이크(슈하스쿠), 모차렐라, 햄, 토마토, 마요네즈, 블랙 올리브 또는 그린 올리브를 넣은 샌드위치이다. 치비토에는 일반적으로 베이컨과 튀긴 계란 또는 완숙 계란도 포함된다. 빵 형태로 제공되며 종종 프렌치 프라이드 감자와 함께 제공된다. 붉은 사탕무, 완두콩, 구운 또는 팬에 튀긴 고추, 오이 조각과 같은 다른 재료를 추가할 수 있다.
아르헨티나 요리에서는 비슷한 샌드위치를 로미토(lomito)라고 한다.

## 같이 보기
- 샌드위치 목록